# Орос, Розалия
Розалия Орос (рум. Rozalia Oros, венг. Orosz Rozália; род. 28 января 1964, Сату-Маре), в результате замужеств также носившая фамилии Хусти (венг. Huszti) и Гомбош (венг. Gombos) — румынская и германская фехтовальщица-рапиристка, венгерка по национальности, призёрка чемпионатов мира, Европы и Олимпийских игр. Заслуженный мастер спорта Румынии (1996).

## Биография
Родилась в 1964 году в Сату-Маре.
В 1984 году на Олимпийских играх в Лос-Анджелесе стала обладательницей серебряной медали в составе команды. В 1987 году стала обладательницей серебряной медали чемпионата мира в составе команды.
В 1990 году переехала в Германию. В 1991 году стала обладательницей бронзовой медали чемпионата мира в составе команды. В 1992 году завоевала бронзовую медаль чемпионата Европы.